# Buypass
Buypass AS är en ETSI-certifierad certifikatutfärdare (CA) som levererar SSL-certifikat, företagscertifikat och personliga elektroniska ID-handlingar som bygger på PKI-standard. Bolaget grundades i Norge 2001 och ägs av Evry och Norsk Tipping. 
Buypass är registrerad hos Post- og teletilsynet som utfärdare av kvalificerade certifikat i enlighet med den norska signaturlagen. Buypass är även registrerad som leverantör av elektronisk identifiering och relaterade identifieringstjänster enligt kravspecifikationer för PKI i den offentliga sektorn. Detta är en förutsättning för att leverera identifikationslösningar och tjänster till den offentliga sektorn. Buypass är en av Norges största leverantörer i denna kategori.

## Lösningar
- SSL/TLS-certifikat – europeisk utfärdare av certifikat som levererar SSL-certifikat världen runt.
  - Inklusive SSL-certifikat med Extended Validation (EV).
  - Buypass är medlem i CA/Browserforum
- Personlig elektronisk ID-handling (Buypass ID) – inklusive PKI – för smartkort och mobilenheter. Ger tillgång till offentliga tjänster, webbtjänster och VPN.[3]
- Företagscertifikat
- Lösningar för multifaktorautentisering
- Betalningslösningar för webb och mobil

## Forskning och utveckling
Majoriteten av Buypass applikationer och tjänster utvecklas på plats och bygger på internationella och öppna standarder för best practice. 
Buypass samarbetar aktivt med andra tekniska forskningsmiljöer för att ligga i framkant när det gäller tekniska trender, möjligheter och förändringar i riskbilden. 

## Certifieringar
- ETSI TS 102 042 - Buypass är certifierad enligt ETSI TS 102 042-standarden för utfärdare av elektroniska certifikat. Detta är en europeisk certifiering på högsta nivå, baserat på EU-direktiv som digitala signaturdirektivet samt en rad internationella standarder.
- ISO 27001 - Ledningssystem för informationssäkerhet. Detta säkerställer att Buypass skyddar information enligt sekretess, integritet och tillgänglighetsstandarder .
- ISO 9001 - Ledningssystem för kvalitet.
- PCI-DSS - Buypass är godkänd enligt kreditkortsföretagens datasäkerhetsstandard Payment Card Industry Data Security Standard (PCI DSS) framtagen av Visa, MasterCard och American Express.[4]